# Savon Voima
Savon Voima est une société du secteur de l'énergie basée en Finlande.

## Présentation
L'entreprise, fondée le 14 février 1947 sous le nom de Pohjois-Savon Voima Oy, Savon Voima Oyj, est une société d'énergie qui produit et commercialise des services d'électricité et de chauffage.
Le chiffre chiffre d'affaires du groupe Savon Voima est de 189 627 millions d'euros (2020) et son bénéfice net de 24,3 millions d'euros (2020).

## Actionnaires
En 2021, les actionnaires de Savon Voima sont les municipalités suivantes :
| Nom         | Part    |
| Kuopio      | 18,72 % |
| Lapinlahti  | 8,49 %  |
| Iisalmi     | 7,34 %  |
| Kiuruvesi   | 7,25 %  |
| Varkaus     | 7,08 %  |
| Suonenjoki  | 6,54 %  |
| Leppävirta  | 6,40 %  |
| Pieksämäki  | 6,07 %  |
| Siilinjärvi | 5,18 %  |
| Pielavesi   | 4,95 %  |

| Nom        | Part   |
| Sonkajärvi | 4,16 % |
| Rautalampi | 3,32 % |
| Vieremä    | 2,77 % |
| Rautavaara | 2,46 % |
| Vesanto    | 2,35 % |
| Konnevesi  | 2,13 % |
| Tervo      | 1,71 % |
| Keitele    | 1,60 % |
| Hankasalmi | 0,90 % |
| Äänekoski  | 0,58 % |